# José María Gil-Robles
José María Gil-Robles y Gil-Delgado (Madrid, 17 giugno 1935 – Madrid, 13 febbraio 2023) è stato un politico spagnolo, presidente del Parlamento europeo  dal 1997 al 1999.

## Biografia
Fu figlio di José María Gil-Robles y Quiñones (1898-1980), politico della destra monarchica che negli anni '30 fondò la CEDA e fu ministro della Guerra (1934-1935). 
Trascorse la giovinezza con il padre in esilio volontario dal 1936 a Estoril in Portogallo, tornando nel suo paese nel 1953, 18enne, per frequentare l'università dei gesuiti di Deusto. Dal 1959 al 1964 fu professore di diritto politico all'Università Complutense. Fu quindi avvocato delle Cortes Españolas, carica che ricoprì durante i governi franchisti.
All'inizio della Transizione spagnola fondò nel 1975  la Federación Popular Democrática, erede della Democracia Social Cristiana del padre, e quindi la Federación de la Democracia Cristiana (1977-1978) che con l'1,18 % non ottenne seggi alle prime elezioni democratiche spagnole del 1977. 
Nei primi anni '80 aderì ad Alianza Popular. Venne eletto europarlamentare nel 1989 e riconfermato nel 1994 con il Partito Popolare, aderendo al gruppo del PPE, di cui dal 1990 al 1992 fu vice capogruppo. Vicepresidente dal 1994, venne eletto Presidente del Parlamento europeo dal gennaio 1997 al luglio 1999. 
Nel 1999 fu eletto al parlamento europeo per la terza volta, restando eurodeputato fino al luglio 2004 .
Nel 2004 ha ottenuto la cattedra "Jean Monnet" alla Facoltà di Scienze Politiche e Sociologia dell'Università Complutense di Madrid. Dal 2009 al 2015 presiedette la Fondazione Jean Monnet.